# Stiftung KlimaWirtschaft
Die Stiftung KlimaWirtschaft, ist eine Initiative von Vorstandsvorsitzenden, Geschäftsführern und Familienunternehmern, die sich für langfristiges unternehmerisches Engagement im Klimaschutz einsetzt. Bis zum November 2021 hieß sie Stiftung 2° – Deutsche Unternehmer für Klimaschutz, nach dem früheren Ziel des Klimaschutzes, die durchschnittliche globale Erwärmung auf 2 Grad zu beschränken (Zwei-Grad-Ziel).

## Ziele
Ziel ist es, die Politik bei ihren Bemühungen zur Etablierung marktwirtschaftlicher Rahmenbedingungen für den Klimaschutz zu unterstützen und die Lösungskompetenz deutscher Unternehmer für den Klimaschutz zu aktivieren.

## Organisation

### Organe
Stiftungsorgane sind das Kuratorium (laut Satzung vier bis acht Mitglieder), das Präsidium (drei bis fünf Mitglieder) und der Vorstand (ein oder zwei Mitglieder). Michael Otto ist Vorsitzender des Kuratoriums und des Präsidiums.
Vorstand war bis Herbst 2014 Max Schön, er zog sich aus familiären Gründen zurück. Sabine Nallinger (Oberbürgermeister-Kandidatin München 2014, langjährige Stadträtin in München) wurde zum 1. September 2014 Vorständin der Stiftung.

### Unterstützer
Als Unternehmerstiftung ist die Stiftung branchenübergreifend ausgelegt. Dadurch können der Wissenspool und das Klimaschutzengagement der beteiligten Unternehmen gebündelt in den öffentlichen Dialog und in Kooperationsprojekte eingebracht werden.
Zu den Unterstützern gehören:
- Aldi Süd,
- Aurubis,
- Daikin Airconditioning Germany,
- Deutsche Bahn,
- Deutsche Rockwool GmbH & Co. KG,
- Deutsche Telekom,
- EnBW,
- GLS Gemeinschaftsbank,
- Goldbeck GmbH,
- Heidelberg Materials,
- Interseroh/ALBA Services Holding,
- Otto Fuchs KG,
- Otto Group,
- Phoenix Contact,
- Papier- und Kartonfabrik Varel,
- Puma,
- Rossmann,
- Salzgitter AG,
- Schüco International KG,
- Schwäbisch Hall (Stiftung bauen – wohnen – leben),
- Thyssenkrupp Steel Europe,
- Union Asset Management Holding,
- VTG,
- Wacker Chemie.

Es handelt sich um eine CEO-Initiative. Die Führungspersönlichkeiten der unterstützenden Unternehmen beteiligen sich unmittelbar an den Aktivitäten der Stiftung und identifizieren sich persönlich mit deren Zielen. Sie arbeiten gemeinsam mit Wissenschaft, Gesellschaft und Politik an konkreten Lösungen für einen ambitionierten und effizienten Klimaschutz.

## Aktivitäten
Im Jahr 2015 startete die Stiftung die Initiative „Auf dem Weg in die 2°-Wirtschaft“, mit der sie die Politik dazu aufrief, ambitionierte Klimaziele im oberen Zielkorridor zu verankern. Im Rahmen der Initiative setzen die Förderunternehmen der Stiftung 2° in ihren jeweiligen Branchen Beispiele zur Umsetzung der Dekarbonisierung der Wirtschaft um.
Zur Klimakonferenz von Paris (COP 21) unterstützte die Stiftung neben dem Bundesdeutschen Arbeitskreis für Umweltbewusstes Management und der Entwicklungs- und Umweltorganisation Germanwatch die Erklärung „Paris macht die globale Energiewende unumkehrbar“ von 35 großen und mittelständischen Unternehmen. Mit der Erklärung bestärken die Unterzeichner die Bundesregierung unter anderem in einer Nachschärfung der Maßnahmen, um das deutsche 40-Prozent-Klimaziel bis 2020 zu erreichen, einen ambitionierten Klimaschutzplan 2050 zu beschließen und eine umfassende Verkehrswende einzuleiten.
Am 27. April 2020 veröffentlichte die Stiftung einen von 68 deutschen Unternehmen unterzeichneten Aufruf, mögliche Konjunkturhilfen zur Unterstützung der Wirtschaft nach der Corona-Krise an Auflagen und Investitionen zum Klimaschutz zu koppeln und an den bisherigen klimapolitischen Maßnahmen sowie am Green Deal der Europäischen Kommission festzuhalten. Laut Handelsblatt ist der Aufruf auch deshalb bedeutend, weil ihn Unternehmen aus ganz unterschiedlichen Branchen unterzeichneten, darunter sowohl DAX-Konzerne als auch Unternehmen aus dem Mittelstand.
Am 27. Januar 2024 hat die Stiftung KlimaWirtschaft einen Appell mit über 60 deutschen Unternehmen gestartet. In dem Appell beschreiben die Unterzeichner die Transformation zur Klimaneutralität als klare Chance, um den Wirtschaftsstandort Deutschland zukunftsfähig aufzustellen. Für langfristige Investitionen in die Transformation brauche es jedoch einen verlässlichen Rahmen, der laut Appell nur mit einem partei- und legislaturübergreifenden Transformationskonsens zu erreichen sei. Der Konsens müsse Lösungen für wettbewerbsfähige Energiepreise, eine Weiterentwicklung der Schuldenbremse, eine schnellere Digitalisierung der Verwaltung, Anreize für Privatinvestitionen und die soziale Akzeptanz der Transformation enthalten.